# Neoscona novella
Neoscona novella là một loài nhện trong họ Araneidae.
Loài này thuộc chi Neoscona. Neoscona novella được Eugène Simon miêu tả năm 1907.